# Moguera
Moguera (jap. モゲラ Mogera) – fikcyjny olbrzymi potwór (kaijū), lub właściwie monstrualny robot (mecha), występujący w japońskich filmach fantastycznonaukowych wytwórni Tōhō. Robot ten pojawił się w dwóch różnych wersjach, pierwotnie w filmie Tajemniczy przybysze z 1957 roku, a następnie w dwudziestym pierwszym filmie z serii o Godzilli Godzilla kontra Kosmogodzilla z 1994 roku. 

## Opis
Jest to dwunożny robot z masywnym segmentowym ciałem. Moguera ma duże wiertło podobne do nosa, a jego oczy osadzone są na szczycie głowy. Jego dłonie są w kształcie stożka, a stopy są prostokątne i składają się z dwóch części. Z tyłu Moguera posiada dużą piłę tarczową wystającą z pleców i średniej długości gruby ogon.
Nazwa robota jest zbliżona do japońskiego tłumaczenia słowa kret (jap. モグラ mogura).

## Historia

### Tajemniczy przybysze
Moguera była typem machiny wojennej, stworzonej przez Mysterian – rasę kosmitów, która przybyła na Ziemię w celu jej podboju. Pierwsza Moguera brana za potwora wyłoniła się z góry niszcząc wszystko na swej drodze jako demonstrację wyższości technologii mysteriańskiej nad ziemską. Podczas ewakuacji miasteczka niszczone przez Moguerę Japońskie Siły Samoobrony podejmują nieudane ataki na potwora. W końcu wysadziły most, po którym kroczył Moguera i tym samym zniszczyły go. Po zbadaniu szczątków Moguera okazała się być robotem zbudowanym z nieznanych na Ziemi materiałów i zaczęto zastanawiać na czyje zlecenie został zbudowany.
Później Mysterianie użyli kolejnego robota do obrony przed skonstruowanymi przez ludzi Markalite F.A.H.P., działami miotającymi wiązką energetyczną. Druga Moguera próbowała zniszczyć jedno z dział, kopiąc pod nim. Jednakże podczas akcji machina Mysterian sama uległa zniszczeniu, gdyż broń runęła na robota, miażdżąc go.

### Godzilla kontra Kosmogodzilla
MOGUERA (skrót z ang. Mobile Operation Godzilla Universal Ekspert Robot Aerotype) była tym razem ziemskim robotem bojowym do walki z Godzillą skonstruowanym, pod nadzorem rosyjskiego naukowca dr-a Mammiłowa, przez powołaną w tym celu przez ONZ i Japońskie Siły Samoobrony militarną formację UNGCC. Był następcą zniszczonego Mechagodzilli, chociaż obie maszyny były zbudowane jednocześnie w różnych sekcjach. Budowa MOGUERY została opóźniona ze względu na złożoność konstrukcji i ostatecznie została ukończona w 1995 roku przy użyciu komputera głównego i innych ocalałych części Mechagodzilli. MOGUERA potrafiła rozdzielać się na dwa pojazdy: latający statek Star Falcon i ryjący pod ziemią czołg Land Moguera.
MOGUERA została wysłana w przestrzeń kosmiczną, by stoczyć walkę z nadciągającym Kosmogodzillą. Po starciu w pasie asteroid wróciła uszkodzona na Ziemię. Po naprawie robot wrócił do dalszego ścigania Kosmogodzilli będącego już w Japonii, lecz musiał powstrzymać nadciągającego Godzillę. Po krótkiej walce Godzilla i MOGUERA wspólnie toczyły bitwę z Kosmogodzillą w Fukuoce. Rozłączona na oba pojazdy maszyna zniszczyła Fukuoka Tower stanowiąca źródło energii Kosmogodzilli, a po złączeniu zniszczyła kryształy na barkach Kosmogodzilli. MOGUERA została zniszczona, po tym jak Kosmogodzilla nadział ją na swój ogon.

### Godzilla Island
Obie wersje Moguery pojawiają w serialu telewizyjnym Godzilla Island. Moguera z serii Shōwa jest tu określany jako Proto-Moguera (jap. プロトモゲラ  Puroto Mogera), czyli prototyp Moguery z serii Heisei. Moguera służy jako jeden z mechów komandora Besuke Jingujiego, wraz z trzema wersjami Jet Jaguara i Mechagodzillą. Proto-Moguera zostaje skradziony przez Zagres, po tym jak Czarnego Mechagodzillę złapało G-Guard. Proto-Moguera zostaje następnie wysłany w kosmos z Zagres po tym, jak Torema pilotowała Mechagodzillę przeciwko niemu.